# Katarzyna Agnieszka Obłąkowska
Katarzyna Agnieszka Obłąkowska, primo voto Obłąkowska-Kubiak (ur. 25 marca 1979 w Lublinie) – polska socjolog, politolog, ekonomistka, menedżer, społecznik, samorządowiec. Doktor nauk społecznych w dyscyplinie nauki o polityce i administracji. Ekspertka w zakresie badań społecznych, polityki ochrony dziedzictwa kulturowego, sektora publicznego i ekonomii behawioralnej. Autorka kilkudziesięciu publikacji naukowych oraz książki publicystycznej „Prawda wyzwolona” – serii wywiadów z 24 polskimi autorytetami. Radna powiatu piaseczyńskiego w kadencjach 2010–2014 i 2014–2018. W 2023 r. odznaczona odznaką honorową „Zasłużony dla Kultury Polskiej” przez Ministra Kultury i Dziedzictwa Narodowego.

## Wykształcenie
Ukończyła jednolite studia magisterskie na kierunku socjologia na Wydziale Filozofii i Socjologii Uniwersytetu Warszawskiego uzyskując w 2005 r. tytuł magistra socjologii. W 2012 r. ukończyła studia doktoranckie w zakresie ekonomii w Kolegium Ekonomiczno-Społecznym Szkoły Głównej Handlowej w Warszawie. W 2021 r. obroniła dysertację doktorską w dziedzinie nauk społecznych w dyscyplinie nauki o polityce i administracji w Kolegium Ekonomiczno-Społecznym Szkoły Głównej Handlowej w Warszawie pt. „Polityka dziedzictwa kulturowego w obszarze zabytków nieruchomych w Polsce na przykładzie województwa mazowieckiego”, uzyskując stopień doktora nauk społecznych. Ukończyła studia podyplomowe: Badania marketingowe. Postawy i zachowania konsumentów w Szkole Wyższej Psychologii Społecznej (2005), Zarządzanie marką w Szkole Głównej Handlowej w Warszawie (2007), Administracja i Finanse Publiczne w Szkole Głównej Gospodarstwa Wiejskiego w Warszawie (2012), Historia sztuki w Collegium Civitas w Warszawie (2016).

## Działalność zawodowa
Pracowała jako analityk i specjalista ds. badań marketingowych w Departamencie Strategii Marketingowej w Polkomtel (2005-2008), a także jako starszy specjalista w Departamencie Rachunków Narodowych w Głównym Urzędzie Statystycznym (2009). Prowadziła własną działalność gospodarczą. Kierowała grantem Narodowego Centrum Nauki w projekcie pt. „Efekty zewnętrzne generowane przez działalność muzeów zamkowych i pałacowych w Polsce” (2016–2020). Kierowała Zespołem Analiz Behawioralnych i Badań Społecznych w Instytucie Finansów przy Ministerstwie Finansów (2022-2024). W latach 2023–2024 była członkinią kolegium redakcyjnego czasopisma naukowego „Studia i Analizy Instytutu Finansów” (ISNN 2956-8900). Pracowała na stanowisku adiunkta w Szkole Głównej Mikołaja Kopernika (2023). W 2024 r. została powołana na stanowisko pełniącej obowiązki Dyrektora Departamentu Centrum Pieniądza w Narodowym Banku Polskim. Członek Polskiego Towarzystwa Ekonomicznego.
Współautorka kilkudziesięciu raportów eksperckich, w tym m.in.:
- Strategia farmaceutyczna dla Europy a sprawa polska – jak wykorzystać szanse polskiej prezydencji? (2024)[15];
- Cyfrowe osiągnięcia i wyzwania. Cyfryzacja administracji publicznej, w tym skarbowej, środowiska pracy i płatności w oczach Polaków w 2023 r. (2024)[16];
- Barometr opinii społecznej w zakresie podatków i wydatków publicznych 2022/2023 (2023)[17];
- Wybrakowany potencjał. Deficyty w polskim kapitale społecznym i patriotyzmie gospodarczym (2023)[18];
- Finansowe i legislacyjne aspekty transformacji energetycznej w Polsce (2022)[19];
- Farmaceutyczny wyścig narodów. Wymiar innowacji krajowych producentów leków i ich wpływ na gospodarkę (2022)[20];
- Jak przygotować polską ochronę zdrowia na kolejne epidemie? 100 wytycznych dla administracji rządowej i samorządowej w zakresie gotowości państwa na czas kryzysu (2021)[21];
- Czynniki wpływające na popyt na alkohol w kontekście kosztów społecznych i ekonomicznych w Polsce (2021)[22].

## Działalność społeczna i samorządowa
W latach 2009–2010 była członkiem Towarzystwa Przyjaciół Zalesia Dolnego i redakcji pisma lokalnego „Zalesie Dolne”. W latach 2009–2013 była członkiem Partnerstwa na Rzecz Zrównoważonego Rozwoju Powiatu Piaseczyńskiego. Działała w Piaseczyńskiej Grupie Obywatelskiej współtworząc Centrum Inicjatyw Obywatelskich. Inicjatorka i organizatorka konferencji na temat współpracy samorządu terytorialnego i organizacji pozarządowych w 2012 r. Od 2022 roku jest członkiem Rady Programowej Instytutu Nowej Europy. Jest jednym z inicjatorów Przedsiębiorczej Polski DAO Biznesu (2024).
Była radną w Radzie Powiatu Piaseczyńskiego (woj. mazowieckie) w kadencjach 2010–2014 (kandydowała z listy Platformy Obywatelskiej i otrzymała 1130 głosów) i 2014-2018 (kandydowała z listy KWW Wspólne Razem i otrzymała 663 głosy). W latach 2011–2012 była przewodniczącą Komisji Promocji, Kultury, Sportu i Turystyki Rady Powiatu Piaseczyńskiego. W 2011 r. kandydowała w wyborach do Sejmu RP z listy Platformy Obywatelskiej w okręgu wyborczym nr 20 (Warszawa II) z miejsca 18, uzyskując 2979 głów, ale nie uzyskując mandatu.

## Życie prywatne
Jest córką Janusza Obłąkowskiego, fizyka, nauczyciela, dziennikarza i samorządowca, i Bożeny Obłąkowskiej, fizyka i nauczyciela. Wnuczka Zofii Obłąkowskiej z domu Wojciechowskiej, ps. „Wilia”, „Lipska”, łączniczki w Narodowych Siłach Zbrojnych w czasie II wojny światowej i prawnuczka Franciszka Wojciechowskiego, założyciela ostatniej przedwojennej piekarni w Piasecznie (1920-2018) i inicjatora zbiórki funduszy w cechu piekarzy powiatu warszawskiego na samolot myśliwski, który został przekazany Wojsku Polskiemu w lipcu 1939 r. Wychowana w zabytkowej Willi Besserówka w Piasecznie zakupionej w 1920 r. i rozbudowanej w 1926 r. o oficynę przez Romualda Obłąkowskiego, pradziadka Katarzyny Obłąkowskiej.

## Odznaczenia
21 września 2023 r. odznaczona została odznaką honorową „Zasłużony dla Kultury Polskiej” przez Ministra Kultury i Dziedzictwa Narodowego za pracę naukową w zakresie interdyscyplinarnych badań wskazujących na powiązania pomiędzy ochroną zabytków nieruchomych i opieką nad zabytkami nieruchomymi a rozwojem gospodarczym i społecznym, ze szczególnym uwzględnieniem rozwinięcia ekonomicznej teorii efektów zewnętrznych w zakresie pozytywnych efektów zewnętrznych generowanych przez muzea zamkowe i pałacowe, a także badania systemu ochrony zabytków i opieki nad zabytkami w Polsce oraz zarządzania publicznego w polityce ochrony zabytków nieruchomych.

## Publikacje

### Książki publicystyczne
- Obłąkowska K. (2025). Prawda wyzwolona, Warszawa: Wydawnictwo ZonaZero[4]

### Monografie naukowe
- Obłąkowska K. (2024). Dlaczego ludzie płacą podatki? Zgodność podatkowa w ujęciu ekonomiczno-społecznym, Warszawa: Polskie Towarzystwo Ekonomiczne[35].
- Obłąkowska K. (2023). Polityka publiczna wobec zabytków nieruchomych w Polsce. Doświadczenia – Reguły – Model. Warszawa: Instytut Studiów Podatkowych[36].
- Obłąkowska K. (2021). Muzea zamkowe i pałacowe w Polsce w świetle pozytywnych efektów zewnętrznych ich działalności. Warszawa: Difin[37].

### Monografie naukowe pod redakcją
- Polityka publiczna – doświadczenia i wyzwania (2017). J. Luszniewicz, K. Obłąkowska-Kubiak (red.), Warszawa: Oficyna Wydawnicza Szkoła Główna Handlowa w Warszawie[38].
- Polityka Publiczna. 10 lat Polski w Unii Europejskiej (2014). J. Osiński, K. Negacz, K. Obłąkowska-Kubiak (red.), Warszawa: Oficyna Wydawnicza Szkoła Główna Handlowa w Warszawie[39].

### Artykuły w czasopismach naukowych zagranicznych
- Bartak J., Jabłoński Ł., Obłąkowska K (2025). Fiscal policy preferences: Evidence from conjoint experiments in Poland, „European Journal of Political Economy”, Volume 87, https://doi.org/10.1016/j.ejpoleco.2025.102664[40]
- Obłąkowska K. Bartoszewicz A. (2022). A model of policy architecture in cultural heritage protection: „Superposition – Subsidiarity – Multilevel Governance (S-S-MLG Model)” on the example of the immovable heritage protection policy of the Republic of Poland, „Economy & Business”, vol. 16, s. 138–153.[41]
- Bartoszewicz A., Obłąkowska K. (2022). The development of franchise in Poland in the context of the economic development of the country and the model of obligations of the franchisor and franchisee based on honesty, „Economy & Business”, vol. 16, s. 506–518.[42]
- Obłąkowska, K. (2020). Radiating Museums – Mechanism of Positive Externalities of Operations of Castle and Palace Museums in Poland for Companies in Local Tourism Sector, „Deturope”, nr 12(2), s. 39–55.[43]

### Artykuły w czasopismach naukowych krajowych
- Obłąkowska K. (2024). Pozasankcyjne źródła efektywnego systemu fiskalnego pod względem zgodności podatkowej: podatkowe morale i mentalność, sprawiedliwość podatkowa, zaufanie do aparatu podatkowego i jego działalność, „Doradztwo Podatkowe. Biuletyn Instytutu Studiów Podatkowych”, nr 7 (33), s. 19–24.[44]
- Obłąkowska K. (2024). Konglomerat polityk kultury – nowy model dla zarządzania publicznego, „Środkowoeuropejskie Studia Polityczne”, nr 1, s. 153–191.[45]
- Obłąkowska K. (2023). Mentalność podatkowa Polaków i opinia publiczna na temat wysokości VAT i akcyzy w latach 2022–2023 – perspektywa ekonomii behawioralnej, Doradztwo Podatkowe. Biuletyn Instytutu Studiów Podatkowych”, nr 7 (322), s. 25–33.[46]
- Obłąkowska K., Bartoszewicz A. (2023). Podatek akcyzowy od napojów alkoholowych w Polsce w świetle opinii społecznej i wskaźników polityki alkoholowej – obraz dla polityki społeczno-gospodarczej, „Doradztwo Podatkowe. Biuletyn Instytutu Studiów Podatkowych”, nr 6 (322), s. 11–22.[47]
- Obłąkowska K. (2022). Mechanizm dotacyjny jako podstawowy mechanizm pomocniczości w polityce opieki nad zabytkami nieruchomymi w Polsce po wejściu do Unii Europejskiej, „Annales Universitatis Mariae Curie-Skłodowska, sectio K – Politologia”, vol. 29, nr 2, s. 73–90.[48]
- Obłąkowska K., Bartoszewicz A., (2022). Alkohol w społeczeństwie polskim i polska polityka publiczna wobec alkoholu na przestrzeni dziejów. Pomiędzy piwnym wolnym rynkiem a spirytusowym monopolem, „Środkowoeuropejskie Studia Polityczne” nr 4, s. 5–25.[49]
- Obłąkowska K. (2022). Sektor turystyczny w Polsce w przededniu i obliczu pandemii COVID-19, „Sport i Turystyka. Środkowoeuropejskie Czasopismo Naukowe”, t. 5., nr 2, s. 117–137.[50]
- Bartoszewicz A., Obłąkowska K. (2022). Transformacja i stan aktualny społeczno-ekonomicznego wymiaru ekosystemu detalicznego handlu spożywczego w Polsce: obraz dla polityki społeczno-gospodarczej, „Zeszyty Naukowe Polskiego Towarzystwa Ekonomicznego w Zielonej Górze”, nr 16, s. 48–65. DOI: 10.26366/PTE.ZG.2022.213[51]
- Bartoszewicz A., Obłąkowska K. (2021). Policy towards the auditorium culture sector in Poland in the first year of the COVID-19 pandemic: Mechanisms of restrictions and support with public funds, including state aid, „Zarządzanie publiczne/Public Management” nr 4(53)/2021, s. 51–75.[52]
- Obłąkowska K. (2021). Ekonomiczne i społeczne efekty zewnętrzne działalności muzeów zamkowych i pałacowych w Polsce, „Ochrona zabytków”, nr 2/2021, s. 165–185.[53]
- Bartoszewicz A. i Obłąkowska K. (2021). Ramy polityki przeciwpandemicznej w sektorze kultury audytoryjnej – doświadczenia pierwszego roku pandemii COVID-19 w Polsce, „Studia polityczne”, tom 49, nr 4/2021.[54]
- Bartoszewicz A., Obłąkowska K. (2021). Rynek i spożycie napojów alkoholowych w Polsce: podstawowe dane dla polityki społeczno-gospodarczej, „Zeszyty Naukowe Polskiego Towarzystwa Ekonomicznego w Zielonej Górze”, 15, s. 61–83.[55]
- Obłąkowska-Kubiak K. (2018). Pozytywne efekty zewnętrzne działalności muzeów zamkowych i pałacowych w Polsce dla prywatnej działalności gospodarczej, „Prace naukowe Uniwersytetu Ekonomicznego we Wrocławiu”, nr 527, s. 190–201.[56]
- Obłąkowska-Kubiak K. (2017). Postawy społeczeństwa polskiego wobec zabytków i polityki ich ochrony w świetle badań ankietowych, „Ochrona Zabytków” nr 1, s. 239–267.[57]
- Obłąkowska-Kubiak K. (2017). Znajomość, zachowania i emocje wobec zabytkowych budynków w perspektywie ich potencjału turystycznego, „Zeszyty Naukowe Turystyka i Rekreacja” nr 19, s. 73–90.[58]
- Obłąkowska-Kubiak K. (2014). Sektor kultury i kreatywny jako wyzwanie dla małych i średnich przedsiębiorstw w Polsce, „Studia Ekonomiczne Regionu Łódzkiego” XIII, s. 33–44.[59]
- Obłąkowska-Kubiak K. (2013). Kultura i gospodarka – od pogranicza nauk ku perspektywie ekonomicznej, „Rynek, Społeczeństwo, Kultura”, 4(8), s. 28–37.[60]

### Rozdziały w monografiach naukowych
- Obłąkowska K. (2021). Zakaz podróżowania i zamrożenie sektora turystyki jako światowe narzędzia polityki przeciwdziałania pandemii COVID-19 i ich historyczny koszt, w: A. Bartoszewicz, K. Księżopolski, A. Zybała (red.), Polska… Unia Europejska… Świat… w pandemii COVID-19 – wybrane zagadnienia, Dom Wydawniczy Elipsa, Warszawa, s. 193–220.[61]
- Obłąkowska K. (2019). Turystyka dziedzictwa kulturowego i efekty zewnętrzne działalności muzeów zamkowych i pałacowych w Polsce, w: Gospodarka światowa w obliczu zmiany: konteksty, strategie, perspektyw, w: A. Kulesa, M. Wąsiński M., J. Misiuna (red.), Oficyna Wydawnicza Szkoła Główna Handlowa w Warszawie, Warszawa, s. 13–36.[62]
- Obłąkowska-Kubiak K. (2017), Zawodności rynku jako źródło zapotrzebowania na politykę publiczną, w: J. Luszniewicz, K. Obłąkowska-Kubiak (red.), Polityka publiczna – doświadczenia i wyzwania, Oficyna Wydawnicza Szkoła Główna Handlowa w Warszawie, Warszawa 2017, s. 19–72.[63]
- Brudnicka P., Obłąkowska-Kubiak K. (2017). Ewaluacja interwencji publicznej, w: J. Luszniewicz, K. Obłąkowska-Kubiak (red.), Polityka publiczna – doświadczenia i wyzwania, Oficyna Wydawnicza Szkoła Główna Handlowa w Warszawie, Warszawa 2017, s. 73–96.[64]
- Obłąkowska-Kubiak K. (2015). Restytucja samorządu terytorialnego po okresie Polskiej Rzeczpospolitej Ludowej, w: J. Itrich-Drabek, E. Borowska, A. Morawski, D. Przastek (red.), Samorząd terytorialny w Polsce – reforma czy kontynuacja, Elipsa, Warszawa, s. 29–46.[65]
- Obłąkowska-Kubiak K. (2015). Udział podmiotów społeczeństwa obywatelskiego w kształtowaniu lokalnej polityki ochrony zabytków, w: K. Poznańska, K. Kraj (red.), Finanse. Polityka publiczna, Oficyna Wydawnicza Szkoła Główna Handlowa w Warszawie, Warszawa, s. 83–110.[66]
- Obłąkowska-Kubiak K. (2014). Zasada równego dostępu do dziedzictwa kulturowego w Polsce, w: J. Osiński, K. Negacz, K. Obłąkowska-Kubiak (red.), Polityka Publiczna. 10 lat Polski w Unii Europejskiej, Oficyna Wydawnicza Szkoła Główna Handlowa w Warszawie, Warszawa, s. 241–263.[67]
- Obłąkowska-Kubiak K. (2014). Konstruowanie i testowanie teorii w badaniach naukowych, w: Kazimierz Kuciński (red.), Naukowe badanie zjawisk gospodarczych. Perspektywa metodologiczna, Oficyna a Wolters Kluwer business, Warszawa, s. 124–139.[68]